# Messias
Messias este un oraș în unitatea federativă Alagoas (AL) din Brazilia.